# Guerra dei Supremi
La guerra dei Supremi (in spagnolo: Guerra de los Supremos, detta anche Guerra de los Conventos) fu una guerra civile scoppiata nella Repubblica della Nuova Granada (attuale Colombia) tra il 1839 ed il 1842 causata dalle ambizioni di vari capi regionali (gamonales) di prendere il potere e deporre il presidente José Ignacio de Márquez. Venne chiamata "guerra dei Supremi" per la partecipazione del generale José María Obando e di altri gamonales rivoluzionari che si definivano jefes supremos (capi supremi).

## Cause
La guerra ebbe inizio a Pasto dopo che nel maggio del 1839 il Congresso votò per la chiusura di questi monasteri per devolvere le loro entrate all'educazione pubblica nella provincia. A questo si oppose l'Ecuador in quanto i monaci erano tutti ecuadoregni.
La popolazione di Pasto, devotamente cattolica, il 30 giugno 1839 iniziò una rivolta contro il governo centrale. La rivolta venne supportata dal generale Juan José Flores, presidente dell'Ecuador, e dalla Società Cattolica di Bogotá, costituita l'anno precedente come espressione politica dei settori più conservatori del paese.
Il partito Santanderista condannò la rivolta ed offrì i propri servigi al presidente Márquez per combatterla, proponendo l'invio di José María Obando per pacificare Pasto, col vero intento di candidarlo alle elezioni dell'anno successivo grazie alla fama che ne sarebbe derivata dalla vittoria.
Ad ogni modo, le difese del governo vennero assunte dai generali Pedro Alcántara Herrán e Tomás Cipriano de Mosquera, membri del Partido Ministerial al governo (quello che divenne poi il partito conservatore colombiano). Oband, che era amico dei capi della rivolta ma non ne sosteneva le azioni, si portò quindi a Bogotá con l'obbiettivo di porsi al governo.
Il 31 agosto 1839, il generale Alcántara Herrán sconfisse i ribelli da Pasto a Buesaco. José Eraso, capo dei guerriglieri al servizio di Obando, venne catturato, e si scoprì che egli stava facendo il doppio gioco tra le due parti in conflitto. Eraso denunciò Antonio M. Alvárez, capo militare delle forze di Pasto sconfitte da Alcántara Herrán a Buesaco, ed il generale José María Obando per l'assassinio del maresciallo Antonio José de Sucre. Sulla base delle dichiarazioni di Eraso, il giudice di Pasto ordinò l'arresto di Obando.
Obando lasciò Bogotá per portarsi a Pasto, col dichiarato intento di fronteggiare i suoi oppositori. Ad ogni modo, giunto a Popayán, si mise a capo di una schiera di uomini contro il governo prima di proseguire ala volta di Pasto.
Obando decise poi di fuggire da Pasto nel luglio del 1840 e di entrare in aperta ribellione col governo.
Temendo una rivoluzione di stampo nazionale, Márquez chiese aiuto  al presidente ecuadoregno Juan José Flores militare nella soppressione della rivolta di Obando. Flores acconsentì sia perché voleva punire Obando per l'assassinio di Sucre, sia perché Alcántara Herrán accettò di trasferire parte del territorio colombiano all'Ecuador, sia perché Obando stava cercando nella sua ottica di ristabilire la Gran Colombia, includendo anche l'Ecuador nell'eventuale federazione.
Le forze combinate di Alcántara Herrán e di Flores sconfissero quelle di Obando a Huilquipamba. Questa fu ad ogni modo una vittoria di Pirro per il governo perché l'opposizione sfruttò ora l'intervento ecuadoregno per scatenare una nuova rivolta nazionale contro il presidente Márquez, accusandolo di voler plagiare le future elezioni.

## L'allargamento del conflitto
Uno dopo l'altro i capi del movimento Santanderista si ribellarono nelle varie province: Manuel González a Socorro, José María Vezga a Mariquita, Juan José Reyes Patria a Sogamoso e  Tunja, padre Rafael María Vásquez a Vélez, Francisco Farfán a Casanare, Salvador Córdova ad Antioquia, Francisco Carmena a Ciénaga e Santa Marta, Juan Antonio Gutiérrez de Piñeres a Cartagena, Lorenzo Hernández a Mompós e Tomás Herrera a Panama. I capi ribelli dichiararono le loro province stati sovrani separati dalla Nuova Granada ed assunsero il titolo di jefes supremos (capi supremi) delle loro province. La rivolta aveva ora assunto i contorni di una rivoluzione nazionale.
I Supremi giurarono di non fare ritorno nella Nuova Granada sino a quando questa non fosse stata ricostituita come stato federale. Delle 20 province del paese, 12 erano sotto il controllo totale dei ribelli e quattro erano state da loro parzialmente occupate. Bogotá era nelle mani del governo, ma sguarnita di militari impegnati nel conflitto a Pasto.
Il 29 settembre 1840, lo stesso giorno nel quale Obando venne sconfitto a Huilquipamba, Reyes Patria e Manuel González, supremi di El Socorro, sconfissero le uniche truppe governative presenti a La Polonia, presso Socorro. La loro vittoria aumentò il prestigio delle forze rivoluzionarie che ingrossarono così i loro ranghi. González si proclamò capo supremo di uno stato indipendente costituito dalle ex province di Socorro, Tunja, Pamplona, Vélez e Casanare, e si portò col proprio esercito a conquistare Bogotá.
Il presidente Márquez lasciò quindi Bogotá per unirsi ai generali Alcántara Herrán e Mosquera, lasciando il vicepresidente, generale Domingo Caycedo, in carica al governo dal 5 ottobre al 19 novembre 1840.
González rifiutò ogni compromesso e si scontrò con il generale Juan José Neira, eroe della guerra d'indipendenza locale, ma venne sconfitto da quest'ultimo nella battaglia di Buenavista (o di La Culebrera) nel mese di ottobre. Neira venne gravemente ferito nelo scontro e morì per le ferite alcuni mesi dopo.
Questa vittoria inattesa permise il ritorno di Márquez, assieme ad Alcántara Herrán ed a Mosquera nella capitale. Nella settimana dal 22 novembre al 28 novembre 1840, chiamata la Gran Semana (la gran settimana) le forze ribelli minacciarono la capitale avanzando da Cajicá. Il governatore Lino de Pombo dichiarò lo stato d'assedio ed il generale Francisco Urdaneta, capo militare della guarnigione locale, mobilitò l'intera popolazione alla difesa della città.
Per esaltare i difensori, si tenne una processione con la statua di Gesù e Sant'Agostino come era accaduto in occasione della guerra d'indipendenza per spronare le forze di Antonio Nariño. Il generale Neira venne portato a spalla sino alla Plaza Mayor, al centro di una folla festante. Nel frattempo, la divisione del generale Alcántara Herrán giunse da sud e l'armata dei ribelli si portò a nord.
Dopo la sconfitta di Obando, i ribelli non furono in grado di riunirsi sotto un unico capo. Dopo il loro iniziale successo, la rivolta poteva ormai dirsi conclusa.